# سكاليجيرا باسكت فيرونا
سكاليجيرا باسكت فيرونا (بالإيطالية: Scaligera Basket Verona)‏ هو فريق كرة سلة إيطالي للمحترفين تأسس في سنة 1951 يقع مقره في فيرونا، فينيتو.

## الإنجازات

### المحلية
كأس إيطاليا لكرة السلة
- الفوز (1): 1990-91

كأس السوبر الإيطالية لكرة السلة
- الفوز (1): 1996

### الأوروبية
كأس سابورتا
- الوصافة (1): 1996–97

كأس كوراتش لكرة السلة
- الفوز (1): 1997–98

## أبرز اللاعبين
من أبرز اللاعبين الذين لعبوا معه:
- بيل غارنيت
- جياكومو جالاندا
- جيمس بيلي
- جاي بيلاس
- ليو روتينز
- لويس بولوك
- مارتي كونلون
- مايك إيوزولينو
- راندولف كيز
- سيلفستر غراي

## وصلات خارجية
- الموقع الرسمي